# Djalal Akhbari
Ostad Djalal Akhbari est un maître de la musique persane né le 29 juin 1940  à Nishapur (Iran).
Son instrument principal est le centour (ou santour), instrument de musique presque trois fois millénaire, dont il joue avec une grande virtuosité. Il a donné plusieurs concerts en France et aussi, à l'invitation de l'ambassade de France, dans plusieurs pays dont le Maroc, l'Égypte, ou bien encore la Pologne.

## Biographie
Professeur et responsable des affaires culturelles de l'université d'Hamadan (Ecbatane), il est chargé par son recteur d'une mission de recherche d'un an. Il se rend alors en France, avec sa femme Parirokh et ses deux fils Sina et Saba. À la suite de la révolution iranienne de 1979, le pouvoir politique change en Iran. Laïc et démocrate convaincu, il décide de rester en France avec sa famille, malgré l'arrêt brutal de sa bourse par le nouveau gouvernement islamique iranien.
Il profite de son séjour en France pour soutenir sa thèse de doctorat en psychologie. Son directeur de thèse, le docteur Daniel Widlöcher, professeur de psychiatrie et psychologie médicale à l'université René Descartes et chef de service de neuropsychiatrie à l'hôpital de la Salpêtrière, obtient une bourse d'études du CNRS pour lui. Après 3 ans Djalal Akhbari soutient sa thèse de doctorat; il est embauché  comme conseiller au rayon de musique classique à la FNAC de Lille. Après 5 mois passés à la FNAC, il entre à l'éducation nationale en tant que professeur de musique.(Au collège Françoise Cabrini, dans le cadre de l'enseignement catholique) En 2006, il prend sa retraite académique.
Djalal Akhbari a commencé la musique à l'âge de cinq ans. Grâce à sa proche famille (en particulier Morteza Moghadam et Hossein Attar) il effectue sa scolarité primaire et secondaire à Nishapur. Il obtient son bac littéraire et philosophique en 1960. Il donne ses premiers concerts à l'âge de 8 ans dans son école (Kamal al Molk). En 1956 il rencontre le grand Rouhollah Khaleghi à Téhéran, duquel il acquiert des bases solides en harmonie et composition de la musique classique iranienne. Par l'intermédiaire de son prestigieux Ostâd, il rencontre d'autres prestigieux maîtres dont le grand Ali Naghi Vaziri, ainsi que Hossein Ali mallah et Ahmad Ebadi. N'ayant pas de possibilité pour progresser en musique à Nishapur, Djalal écoute les œuvres de maîtres comme Abol Hassan Saba ou Habib Somaeï à la radio et s'entraîne sur leurs interprétations.
Il intègre après un concours l'université Ferdowsi de Machhad et devient par la suite, en tant qu'étudiant, responsable des activités culturelles de son université. Peu après, il est invité par Amir Mojahedi, le directeur général de la radio de la province du Khorassan, pour en superviser la direction musicale.
Djalal Akhbari obtient en 1965 une licence de langue et littérature française et en 1966 il termine son service militaire en tant qu'officier de l'armée impériale iranienne.
Après ses fiançailles avec Parirokh, qui deviendra ensuite sa femme, il devient traducteur pour le ministère des PTT à Téhéran et est nommé pour une formation de 6 mois en méthodologie d'éducation à Liège (Belgique).
En 1973, avec les encouragements de Parirokh, il réalise son vieux projet de poursuite de ses études supérieures en France.
Djalal Akhbari, francophile et francophone, réside jusqu'à ce jour en région parisienne.

## Discographie
- L'art du centhour persan, 1982 (chez Arion)
- La musique savante persane, 1995 (chez Auvidis)
- Multitude d'enregistrements privés non commercialisés à ce jour.

### Sources
- (en) « La Musique Persane;Conf.-démonstration musicale par Le Maître J.Akhbari -- info », sur gatha.org (consulté le 31 décembre 2023)
- « L'art Du Santur Persan Djalal Akhbari, Réza Torchizi Nejad », sur virginmega.fr via Internet Archive (consulté le 31 décembre 2023)